# Вольная борьба на летних Олимпийских играх 1960 — свыше 87 кг
Соревнования по вольной борьбе в рамках Олимпийских игр 1960 года в тяжёлом весе (свыше 87 килограммов) прошли в Риме с 1 по 6 сентября 1960 года в «Базилике Максенция».
Турнир проводился по системе с начислением штрафных баллов, но в сравнении с прошлыми играми, сменилась система их начисления и был введён такой результат, как ничья. За чистую победу штрафные баллы не начислялись, за победу по очкам борец получал один штрафной балл, за ничью два штрафных балла, за поражение по очкам три штрафных балла, за чистое поражение — четыре штрафных балла. Борец, набравший шесть штрафных баллов, из турнира выбывал. Трое оставшихся борцов выходили в финал, где проводили встречи между собой. Встречи между финалистами, состоявшиеся в предварительных схватках, шли в зачёт. Схватка по регламенту турнира продолжалась 12 минут. Если в течение первых шести минут не было зафиксировано туше, то судьи могли определить борца, имеющего преимущество. Если преимущество никому не отдавалось, то назначалось четыре минуты борьбы в партере, при этом каждый из борцов находился внизу по две минуты (очередность определялась жребием). Если кому-то из борцов было отдано преимущество, то он имел право выбора следующих шести минут борьбы: либо в партере сверху, либо в стойке. Если по истечении четырёх минут не фиксировалась чистая победа, то оставшиеся две минуты борцы боролись в стойке.
В тяжёлом весе боролись 17 участников. Самым молодым участником был 25-летний Хамит Каплан, самым возрастным 39-летний Бертиль Антонссон. Состав участников был впечатляющим: действующий олимпийский чемпион, чемпион мира 1957 года и вице-чемпион мира 1959 года Хамит Каплан, вице-чемпион мира 1957 года, серебряный призёр олимпийских игр 1956 года и уже этих игр по греко-римской борьбе Вильфрид Дитрих, действующий чемпион мира Лютви Ахмедов, трёхкратный чемпион мира и двукратный серебряный призёр олимпийских игр, ветеран Бертиль Антонссон, бронзовый призёр чемпионата мира Савкудз Дзарасов.
В финальную часть соревнований вышли трое борцов: Дитрих с одним штрафным баллом, Дзарасов с двумя и Каплан с пятью. При этом Дзарасов и Каплан уже встречались, таким образом должны были быть проведены две встречи с участием Дитриха. В первой встрече Дитрих положил на лопатки Дзарасова, и лишил его шансов на «золото».

Первая шестиминутка борьбы в стойке не дала преимущества ни одному из противников, между тем завершение борьбы вничью с немцем выводило Дзарасова на 1-е место. Каждому из них в обязательном попеременном партере предстояло пробороться по три минуты. Жребий показал, что первым сверху борется Дзарасов. Чтобы случайно не попасться на контрприем Дитриха, он, соблюдая осторожность, создает видимость активной атаки, но, одновременно не снижая темпа, обрабатывает руки соперника, стараясь максимально утомить его. Через три минуты происходит смена положений. Дитрих нацелен на проведение переворота прогибом с обратным захватом бедра. Савкуз с успехом защищается от него, поскольку сам является виртуозным исполнителем этого приема. Борьба в партере завершается, остается 20 секунд, а соперник продолжает захват, не проводя приема. Такое поведение атакующего усыпляет бдительность нашего борца, он уже расслабился и с нетерпением ждет гонга. Однако опытный Дитрих, почувствовав это, молниеносно взрывается, вкладывая в прием все оставшиеся силы, и перевертывает Дзарасова на лопатки обратным захватом дальнего бедра.
Финальная встреча Дзарасова и Каплана завершилась вничью, что сделало необходимым подсчёт штрафных баллов во встречах между финалистами. Дитрих стал олимпийским чемпионом, имея 2 балла за ничью с Капланом, Каплан имел четыре балла за две ничьи, а Дзарасов — шесть баллов (чистое поражение и ничья). Соответственно и распределились призовые места.

## Призовые места
- Вильфрид Дитрих (EUA)
- Хамит Каплан (TUR)
- Савкудз Дзарасов (URS)

## Первый круг
| Штрафных баллов | Участник 1               | Результат   | Участник 2                 | Штрафных баллов |
| --------------- | ------------------------ | ----------- | -------------------------- | --------------- |
| 0               | Савкудз Дзарасов (URS)   | Туше (4:47) | Каору Исигуро (JPN)        | 4               |
| 0               | Ягуб Али Шурварзи (IRI)  | Туше (0:57) | Макс Ордман (RSA)          | 4               |
| 0               | Бертиль Антонссон (SWE)  | Туше (4:04) | Макс Видмер (SUI)          | 4               |
| 0               | Вильфрид Дитрих (EUA)    | Туше (1:13) | Рэй Митчелл (AUS)          | 4               |
| 1               | Янош Режняк (HUN)        | По очкам    | Уильям Керслейк (USA)      | 3               |
| 0               | Кеннет Ричмонд (GBR)     | Туше (5:08) | Низам уд-дин Субхани (AFG) | 4               |
| 0               | Лютви Ахмедов (BUL)      | Туше (3:45) | Мухаммад Назир (PAK)       | 4               |
| 0               | Хамит Каплан (TUR)       | Туше (6:49) | Люсьян Сосновский (POL)    | 4               |
| 0               | Пьетро Мараскальчи (ITA) | Пропускал   |                            |                 |

## Второй круг
| Штрафных баллов | Участник 1               | Результат   | Участник 2                 | Штрафных баллов |
| --------------- | ------------------------ | ----------- | -------------------------- | --------------- |
| 0               | Пьетро Мараскальчи (ITA) | Туше (2:34) | Каору Исигуро (JPN)        | 8               |
| 0               | Савкудз Дзарасов (URS)   | Туше (9:23) | Ягуб Али Шурварзи (IRI)    | 4               |
| 0               | Бертиль Антонссон (SWE)  | Туше (4:33) | Макс Ордман (RSA)          | 8               |
| 0               | Вильфрид Дитрих (EUA)    | Туше (1:27) | Макс Видмер (SUI)          | 8               |
| 3               | Янош Режняк (HUN)        | Ничья       | Рэй Митчелл (AUS)          | 6               |
| 3               | Уильям Керслейк (USA)    | Туше (0:56) | Кеннет Ричмонд (GBR)       | 4               |
| 5               | Мухаммад Назир (PAK)     | По очкам    | Низам уд-дин Субхани (AFG) | 7               |
| 2               | Хамит Каплан (TUR)       | Ничья       | Лютви Ахмедов (BUL)        | 2               |
| 4               | Люсьян Сосновский (POL)  | Пропускал   |                            |                 |

## Третий круг
| Штрафных баллов | Участник 1               | Результат   | Участник 2              | Штрафных баллов |
| --------------- | ------------------------ | ----------- | ----------------------- | --------------- |
| 0               | Пьетро Мараскальчи (ITA) | Туше (7:45) | Люсьян Сосновский (POL) | 8               |
| 0               | Савкудз Дзарасов (URS)   | Туше (7:52) | Бертиль Антонссон (SWE) | 4               |
| 0               | Вильфрид Дитрих (EUA)    | Туше (9:51) | Ягуб Али Шурварзи (IRI) | 8               |
| 4               | Янош Режняк (HUN)        | По очкам    | Кеннет Ричмонд (GBR)    | 7               |
| 5               | Уильям Керслейк (USA)    | Ничья       | Лютви Ахмедов (BUL)     | 4               |
| 2               | Хамит Каплан (TUR)       | Туше (2:12) | Мухаммад Назир (PAK)    | 9               |

## Четвёртый круг
| Штрафных баллов | Участник 1             | Результат   | Участник 2               | Штрафных баллов |
| --------------- | ---------------------- | ----------- | ------------------------ | --------------- |
| 0               | Савкудз Дзарасов (URS) | Туше (9:24) | Пьетро Мараскальчи (ITA) | 4               |
| 1               | Вильфрид Дитрих (EUA)  | По очкам    | Бертиль Антонссон (SWE)  | 7               |
| 6               | Янош Режняк (HUN)      | Ничья       | Лютви Ахмедов (BUL)      | 6               |
| 3               | Хамит Каплан (TUR)     | По очкам    | Уильям Керслейк (USA)    | 8               |

## Пятый круг
| Штрафных баллов | Участник 1             | Результат   | Участник 2               | Штрафных баллов |
| --------------- | ---------------------- | ----------- | ------------------------ | --------------- |
| 1               | Вильфрид Дитрих (EUA)  | Туше (3:47) | Пьетро Мараскальчи (ITA) | 8               |
| 2               | Савкудз Дзарасов (URS) | Ничья       | Хамит Каплан (TUR)       | 5               |

## Финал

### Встреча 1
| Штрафных баллов | Участник 1            | Результат   | Участник 2             | Штрафных баллов |
| --------------- | --------------------- | ----------- | ---------------------- | --------------- |
| 1               | Вильфрид Дитрих (EUA) | Туше (7:08) | Савкудз Дзарасов (URS) | 6               |
| 5               | Хамит Каплан (TUR)    | Пропускал   |                        |                 |

### Встреча 2
| Штрафных баллов | Участник 1         | Результат | Участник 2            | Штрафных баллов |
| --------------- | ------------------ | --------- | --------------------- | --------------- |
| 7               | Хамит Каплан (TUR) | Ничья     | Вильфрид Дитрих (EUA) | 3               |